# تشارلز بي. كارتر
تشارلز بي. كارتر (بالإنجليزية: Charles B. Carter)‏ هو محامي ولاعب كرة قدم أمريكية وسياسي أمريكي، ولد في 10 مايو 1880 في أوبورن في الولايات المتحدة، وتوفي في 6 أبريل 1927. حزبياً، نشط في الحزب الجمهوري. وقد انتخب عضو مجلس ولاية مين.